# Dendrocalamus giganteus
Pour les articles homonymes, voir Bambou géant.
Espèce
Classification phylogénétique
Statut de conservation UICN

 LC  : Préoccupation mineure
Le Dendrocalamus giganteus ou Bambou géant, est une espèce de bambou du genre Dendrocalamus, de la famille des Poaceae, originaire de l’Assam en Inde de l’Est, du Yunnan en Chine du Sud, du Laos et du Myanmar et introduit ailleurs en Inde, au Bengladesh, en Asie du Sud-Est et à Madagascar.
Ce bambou pousse rapidement (jusqu'à environ 45-50 cm par jour) en touffe serrée de tiges pouvant atteindre de 20 à 30 m de hauteur et 20 à 30 cm de diamètre. C’est une des espèces de bambous géants non traçants. Il est utilisé comme plante d'intérieur, en construction, ameublement et alimentation. 
Dencrocalamus giganteus est considéré comme la plus grande de toutes les espèces de bambous et la plus grande graminée du monde.

## Nomenclature et étymologie
William Munro, officier britannique et botaniste, a su concilier la direction d’un régiment avec l’écriture d’une monographie mondiale des Bambusacées. Le colonel Munro donne une description précise en latin de l’espèce dans A Monograph of the Bambusaceae, et rajoute en anglais « Cette splendide espèce pousse admirablement dans la palmeraie de Kew. Il aurait fleuri à Calcutta en 1861, trente ans après son introduction ».
Le nom de genre Dendrocalamus est un nom composé de latin scientifique, formé à partir de l’étymon grec δένδρο dendro « arbres » et de l’étymon grec καλαμος, qu’a emprunté le latin calamus « roseau » par allusion à la tige lignifiée.
L’épithète spécifique giganteus dérivé de gigas «  Géants » (mythologie grecque), suffixe -teus, a, um, « des Géants ».
Le nom vulgaire chinois est 龙竹 longzhu, morph. « bambou dragon ».

## Synonymes
Selon POWO, Dendrocalamus giganteus le nom valide possède deux synonymes (non valides)
- Sinocalamus giganteus (Munro) Keng f.
- Bambusa gigantea Wall.

## Description et habitat

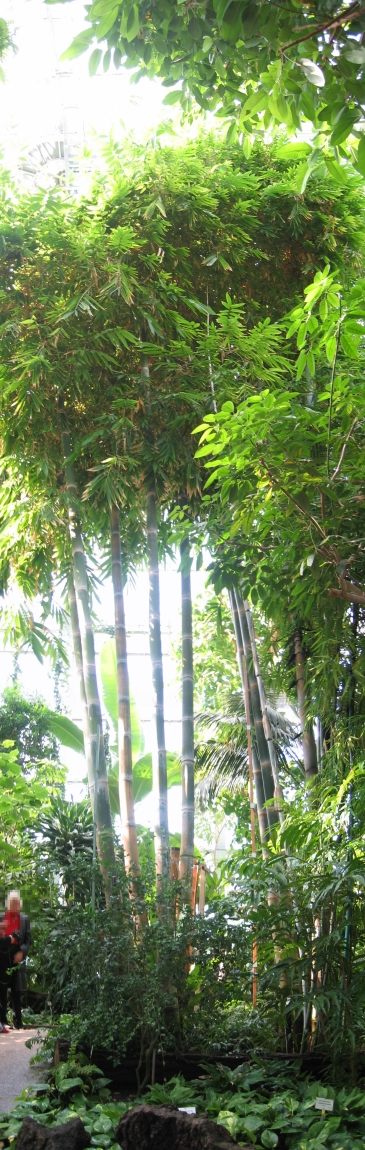
Bambou géant (Dendrocalamus giganteus) dans la grande serre du jardin botanique de Berlin-Dahlem, Allemagne.

Les chaumes (tiges lignifiées) font de 20 à 30 m de hauteur, de 20 à 30 cm de diamètre, et ont des entrenœuds de 30–40 cm. Les gaines des chaumes sont caduques, initialement pourpres, épaisses, et coriaces, à poils bruns, de 13 à 38 cm de long, associée à une ligule (languette) de 6–12 mm, sérulées, à limbe réfléchi.
C’est un bambou non traçant avec des rhizomes (tiges souterraines) à entre-nœuds courts. Les entre-nœuds sont incurvés et épais. Les bourgeons latéraux sur les rhizomes ne produisent que de nouveaux rhizomes. Seuls leurs bourgeons terminaux produisent de nouveaux chaumes hors de terre.
Il pousse en touffes serrées, formées d’un grand nombre de chaumes. Les jeunes pousses sont violet noirâtre. Des racines aériennes poussent jusqu’au huitième entrenœud. 
Chaque chaume du bambou possède de nombreuses petites branches avec des feuilles apparaissant au niveau des entrenœuds. Les gaines foliaires sont glabres ; la ligule de 1–3 mm est dentelée ; le limbe de la feuille est généralement oblong-lancéolé, atteignant 45 × 10 cm. 
L’inflorescence possède des branches pendantes ; les pseudo-épillets sont regroupés en masse globuleuse molle ou épineuse aux nœuds des branches florifères sans feuilles. Les pseudoépillets font de 4–12(–25) cm ; les épillets de 10–15 × 3–4 mm ; avec 5-8 fleurons. 
Le fruit est un caryopse, le fruit sec typique des graminées. Il est oblong, à apex obtu.

Spécimen du Marie Selby Botanical Gardens, Sarasota, Floride, USA
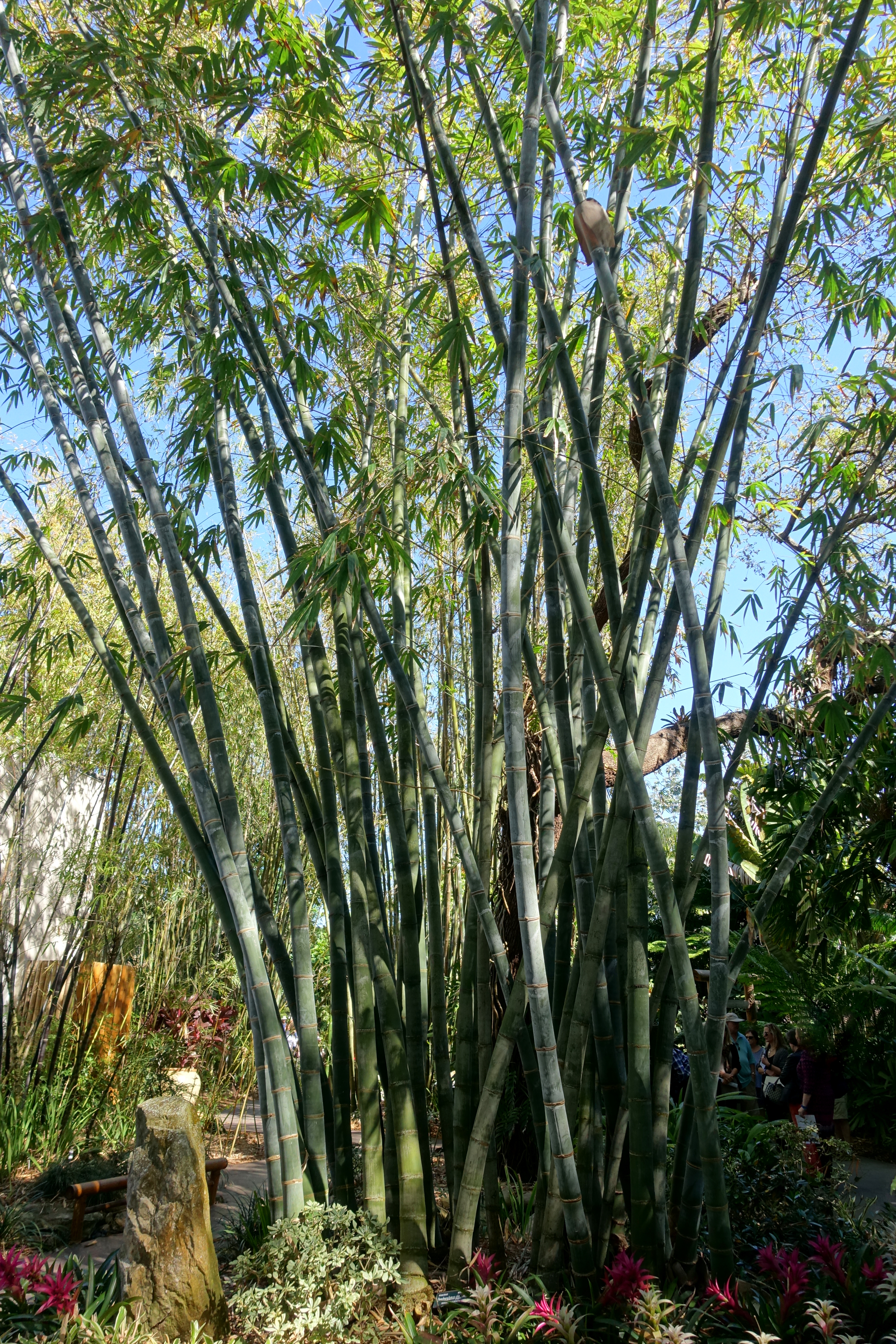
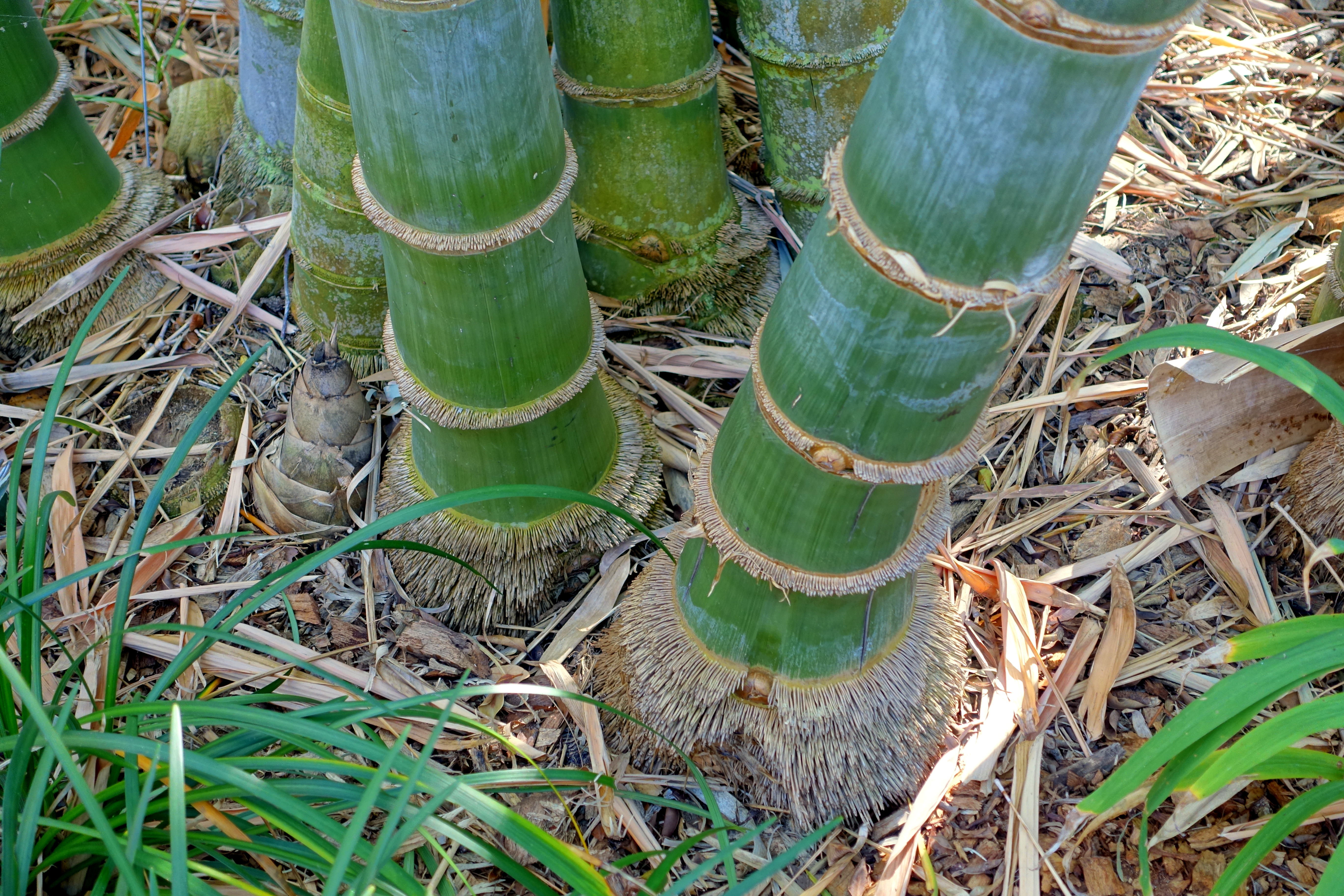
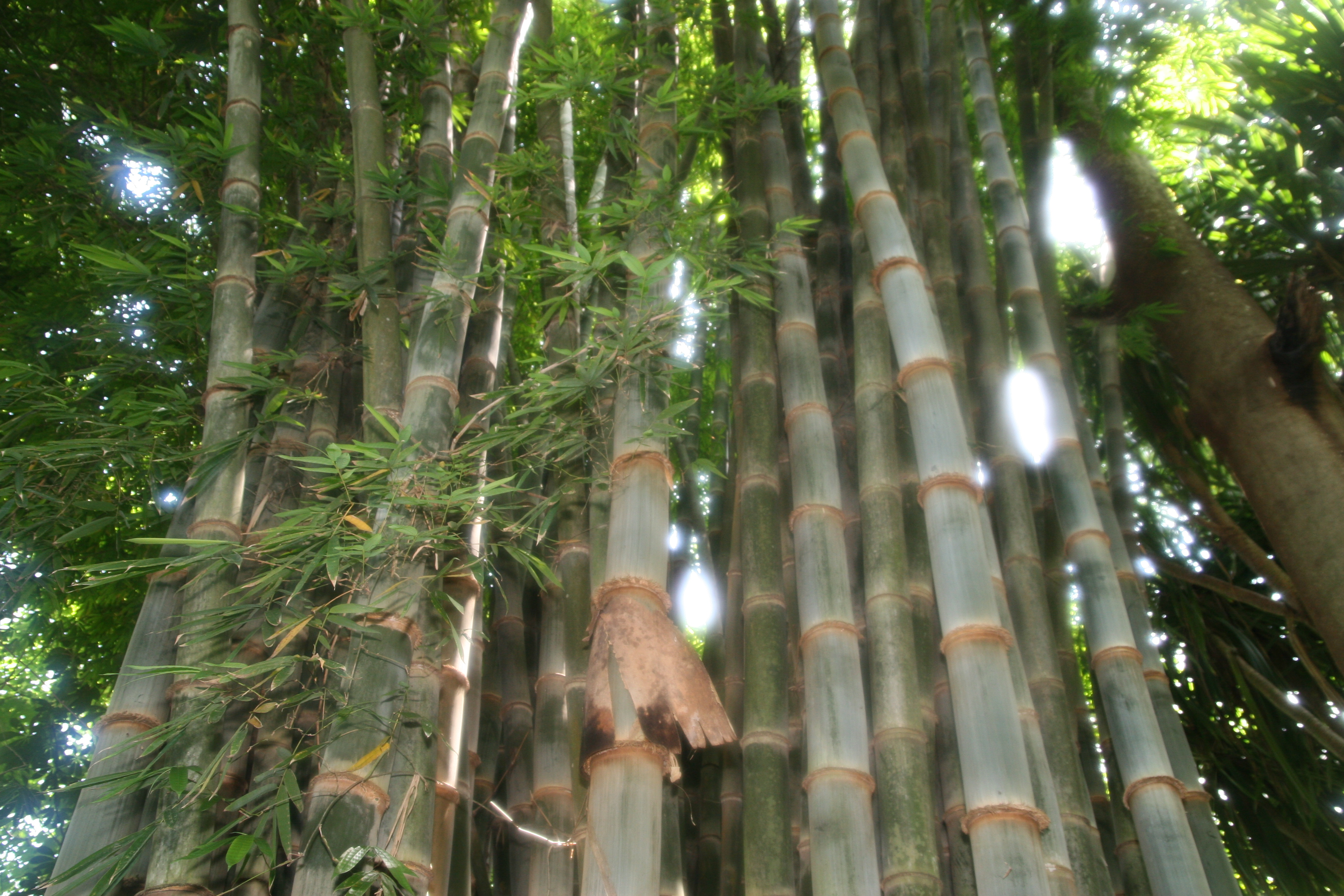
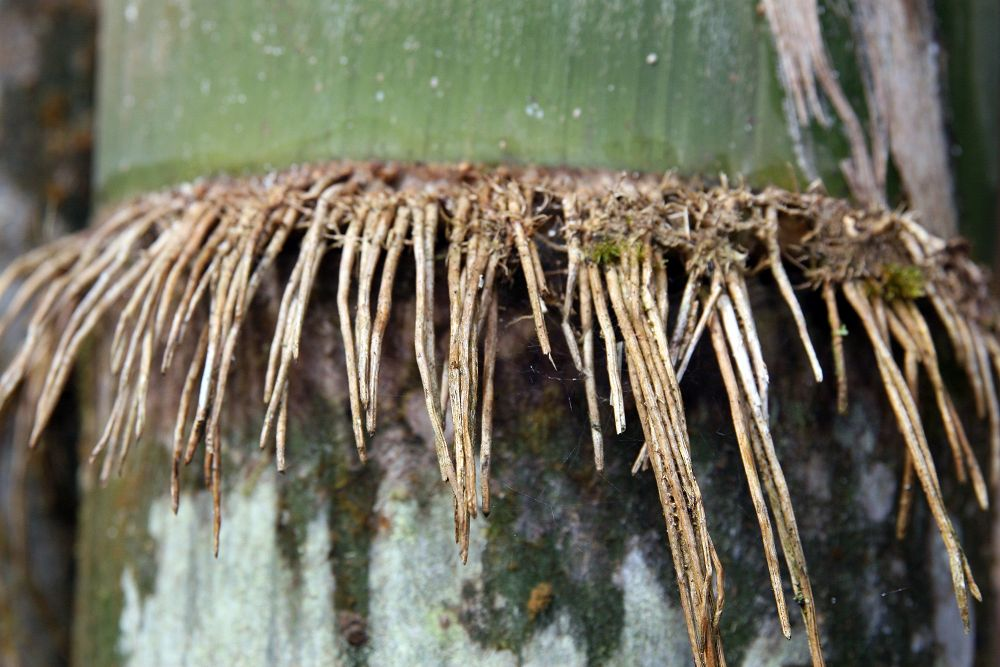

## Distribution

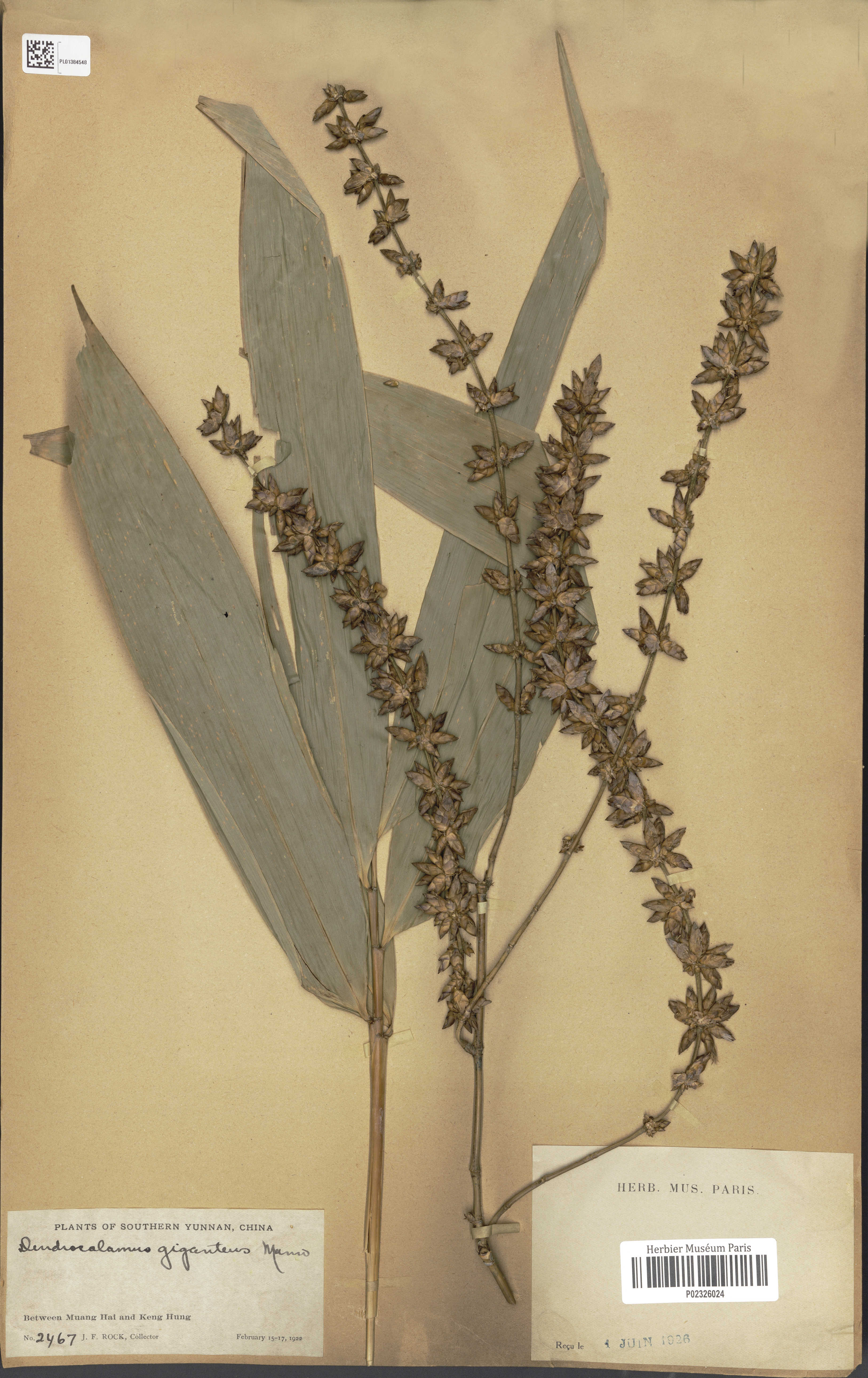
Dendrocalamus giganteus, limbes de feuilles et infrutescence, spécimen botanique collecté dans le Yunnan du sud par J.F. Rock le 15-17 février 1922, Muséum national d'Histoire naturelle (MNHN), Paris, France

Dendrocalamus giganteus est originaire d’Inde (Assam, extrémité Est de l’Inde), Chine (Centre-Sud), Himalaya de l’est, Laos, Myanmar.
Il a été introduit au Bangladesh, Cambodge, Comores, Équateur, Java, Petites îles de la Sonde, Madagascar, Malaisie, île Maurice, Népal, Porto Rico, Seychelles, Sri Lanka, Sumatra, Taïwan, Thaïlande, Trinité-Tobago, Vietnam.
Ce bambou pousse principalement dans les forêts des zones tropicales humides, jusqu’à une altitude de 2 000 m. Il demande une température moyenne supérieure à 17 °C[réf. nécessaire].

## Utilisations
En Chine le Dendrocalamus giganteus est cultivé en extérieur mais aussi en intérieur, en pot
Horticulture
En Chine, il est souvent cultivé en pot comme plante verte. En culture hydroponique, il est présenté dans de grand vase en verre. 
Alimentation
Les pousses de bambou géant sont amères et ne doivent pas être consommées crues. Cependant après un traitement adéquat, rinçage, cuisson, séchage, déchiquetage, elles deviendraient consommables[réf. nécessaire].
Construction et ameublement
Souvent utilisé pour construire des échafaudages légers, le bambou présente aussi de nombreux atouts pour la construction de maisons et de bâtiments publics. On l'utilise aussi pour construire des conduites d'eau, des clôtures et des ponts...
Il est de plus possible de fabriquer des toits courbes très élégants. Pour ces travaux, certains architectes utilisent entre autres, le Dendrocalamus giganteus (bambou dragon des Chinois).
Le bambou est aussi utilisé pour la fabrication de nombreux objets de la vie quotidienne comme des meubles, des stores, des seaux, des récipients pour manger et boire ; et avec le tissu  de bambou, on tresse des paniers et des nattes...
Instruments de musique
Il sert à fabriquer des flûtes, des guimbardes, des instruments ressemblant à des xylophones...
Matériel de chasse et de guerre
Le bambou sert aussi à la fabrication de sarbacanes, flèches et arcs ; pièges et nasses, etc.